# Orinoco Faamausili
Orinoco J. Faamausili-Banse-Prince (né le 31 juillet 1990 à Auckland) est un nageur néo-zélandais, spécialiste de nage libre.
D'origine samoane, il représente la Nouvelle-Zélande lors des Jeux olympiques de 2008 à Pékin et concourt au relais 4 x 100 m, avec un temps partiel de 48 s 96 (lancé), lors du dernier relais. Il remporte une médaille d'or sur 50 m lors des Championnats du monde juniors à Monterrey, au Mexique.
Il est le codétenteur du record national du 50 m nage libre et a été le second Néo-zélandais à descendre sous les 23 s.